# 袁立
袁立（1971年7月12日—），本名袁莉，中国大陆女演员。

## 生平
袁立出生于浙江杭州，1992年以第一名的成绩考入北京电影学院，在校期间已接拍了《飞虎队》《女人花》等电影，毕业后进入空政话剧团，1998年，在警匪剧《永不瞑目》中饰演任性的富家小姐欧阳兰兰，凭该剧一炮而红，并获得了第18届中国电视金鹰奖“观众最喜爱女配角”。1999年，从部队转业，成为职业演员。2000年，在古装系列剧《铁齿铜牙纪晓岚》中饰演具有侠女风范、伶牙俐齿的杜小月，为其最为观众熟知的代表角色之一。2002年，凭爱情片《绝对情感》获得第25届大众电影百花奖“最佳女配角”。
2012年经历第二段婚姻后鲜少拍戏，重心转向公益事业。2016年发起成立上海袁立公益基金会，为尘肺病患者提供医疗援助。

## 感情生活

### 初戀
1993年，袁立在北京電影學院就讀表演系二年級时，參加朋友組織的派對認識了商人徐威，开始交往。袁立因走紅后，片約不斷，無暇顧及感情，和男友徐威開始爭吵，感情轉冷，2005年宣告分手。

### 第一次婚姻
2005年，袁立出演电视剧《大校的女儿》的女主角，与当时是新人的剧中男二号赵岭相恋。同年9月9日，两人在北京登记结婚，入住顺义“丽京”别墅。婚后袁立介绍赵岭到海岩公司发展，并帮助其制作单曲，但因赵岭酗酒和音乐事业不顺，两人感情开始出现裂痕。2007年中，袁立与赵岭离婚。袁立说“我的每一次恋情都不是我选的，都是别人选择我……我觉得这是我的懦弱，也是我的不好，不够主动性，我不够主动去争取我想要的生活。”

### 第二次婚姻
2011年7月，袁立和林博文（Blaine Grunewald）相识，11月30日结婚。林博文是小布什总统弟弟尼尔·布什（Neil Bush）和爱德华·雷曼（Edward Lehman）开的雷曼布什公司CEO。2012年6月19日，林博文在微博上曝光一张医院B超照，称“我儿子第一张照片”，但袁立随后流产。2015年，袁立和林博文离婚。

### 第三次婚姻
2019年3月，袁立与诗人梁太平（1984年1月30日-）结婚。梁太平1997年村小毕业，2000年正源中学毕业。2003年周口高中毕业。2007年，梁太平毕业于成都理工大学，进入湖南长沙230研究所工作。2011年被单位闲置一年。2012被安排在野外项目组，长期从事野外工作。2013年6月1日，梁太平在长沙恩光教会受洗成为基督徒。

## 争议

### 与李冰冰矛盾
2011年8月31日，袁立发微博直指圈内某女星“假正经”“无耻炒作”，其细数“七宗罪”。随即疑似李冰冰英语老师的网友“虚竹_先生”对袁莉的华表奖礼服进行猛烈炮轰，指出礼服设计出位，是因为袁莉有就此“上位”的野心。袁莉回应称：“不知哪位星的英文老师急了，好好教，从小没这个环境，一不小心上了国际大舞台，露出家乡口音，可咋整啊！”，并讽刺这位女星“假装高级”：“您是拍过电影，上国际舞台为中国电影争光了吗？亲历红毯，真正为人所知的中国名星，只有巩俐，子怡，或者汤唯！别的纯属起哄，走给国人看的！演员的任务是给你所处的环境中的人带去真善美，而不是红毯，大电影，假装高级了！我看有些充其量，大银幕电视剧，还不如电视剧呢！”袁莉还揭露该女星改证件“装嫩”：“关于过时，是多大就多大，不会去改证件，装嫩！我的女孩时代结束，我开始我的女人时代！”
2018年9月，崔永元爆料「陰陽合同」而卷入范冰冰后，范冰冰前東家華誼兄弟市值蒸發639億人民幣，崔永元在微博就此调侃：「你家錢再多，也買不完天下的良心。」袁立随后貼出李冰冰親吻華誼總裁王中磊的照片，嘲諷：「絕配！這叫盆（朋）友，三觀一致！」接著又發文：「大騙子穿上西裝蒙人而已，再挎上一個想出大名瘋了的東北大妞。本質都是騙！」有網友附和，認為除了范冰冰，也該去查查李冰冰的帳後，袁立回覆：「華誼兄弟的兩根冰棒的帳，都是一樣的！看誰命大！逃過一劫！」

### 与邱启明矛盾
2014年8月，袁立在微博质疑天使妈妈基金会对于自己的捐款去向交代不明，并置顶在个人页面上。主持人、天使妈妈基金会理事邱启明在微博解释无果后，发言中开始出现“肮脏”、“恶心”等字眼，并评价袁立道：”你不仅有妇人之仁，还很会咄咄逼人。”“你置顶的微博早已戴上有色眼镜，只顾体现自己的正义，把对手当成有病之体……”对此，袁立发微博称：“不要语言攻击！有事说事，本来我也不针对你。我问的是@天使妈妈基金 ，我希望更让捐助人明明白白放放心心捐款！有质疑不应该解答吗？”两人在微博持续嘴仗三天，但最终双方争论的焦点问题没有得到解决。

### 与《演员的诞生》矛盾
2017年12月6日，袁立在新浪微博转发一篇关于自己在一期浙江卫视综艺节目《演员的诞生》中和张彤表演小品《超生游击队》并被张彤淘汰（节目已经录制，但未播出）的文章，袁立表示，节目组很认真，导演吴彤很好，“虽然他让我‘演’被淘汰了”，“没有杜小月（袁立在电视剧《铁齿铜牙纪晓岚》扮演的角色）的纪晓岚（张国立是节目嘉宾，纪晓岚是张国立在《铁齿铜牙纪晓岚》中扮演的角色）是孤单的，不要一个人在瞎撑着了，快回来吧。”
12月8日，袁立突然表示自己的微博发不了文字，直指节目组暗箱操作，剥夺其话语权。12月9日当晚含有袁立被淘汰的《演员的诞生》播出，袁立表演完节目后进入采访和嘉宾点评环节。张国立说：“袁立跟我是老搭档了，《铁齿铜牙纪晓岚》有三部吧。”袁立回应道：“不知道，不记得，忘了。”章子怡问她：“袁立你多久没演戏了？”她回答：“两三年？三四年？四五年？”袁立最终遭到淘汰。节目播出后，袁立认为节目组的“恶意剪辑”是在报复她此前的言论。接着，她指出节目组不守信用，说好保她晋级录两期，结果只录了一期就被淘汰。同时，她还爆料自己艰难的讨薪过程，更指斥节目组买水军，为收视率不择手段。
12月18日，袁立发微博发表声明，称本已宽恕和原谅浙江卫视，但节目组却爆出80万元劳务费走账录音，断章取义、混淆视听，并牵扯到上海袁立公益基金会，已委托律师处理。事后，袁立曾使用“你国”一词在微博上回复网友，称：“因为信仰，不能工作了，这是你国首创的吧！评论者自己先照照镜子！”这一举动惹怒网友。浙江卫视回应称《演员的诞生》在晋级环节不存在所谓的“暗箱操作”，晋级结果均由导师、业界评审、现场观众根据演员现场综合表现投票产生。

### 微博被封
2020年3月，袁立的新浪微博被永久禁言，原因不明。

### 推特被封
2021年1月，袁立在推特上發文力挺川普，讽刺拜登：「如果你有兒子，你希望他將來娶一位伊凡卡（Ivanka Trump）這樣的女子嗎？如果你有一個女兒，你希望她嫁給拜登那樣的吸毒兒子（杭特）嗎？用常識判斷，選總統比選另一半簡單多了，因為沒有婚姻是4年一次的。」帳號隨即被封。

## 影视作品

### 电视剧／电影
| 首播年份 | 类型     | 剧名               | 角色                     | 备注 |
| 1996年   | 电视剧   | 英雄无悔           | 吴茵茵                   |      |
| 1996年   | 电视剧   | 汉宫飞燕           | 赵合德                   |      |
| 1997年   | 电 影    | 非常爱情           | 舒心                     |      |
| 1997年   | 电视剧   | 法门寺猜想         | 伊春、元公主、缘妹、元缘 |      |
| 1998年   | 电视剧   | 永不瞑目           | 欧阳兰兰                 |      |
| 1998年   | 电视剧   | 锦绣前程           | 赵蕾                     |      |
| 1999年   | 电视剧   | 我亲爱的祖国       | 高宝瑟                   |      |
| 1999年   | 电视剧   | 致使邂逅           | 杜拉拉                   |      |
| 1999年   | 电视剧   | 铁齿铜牙纪晓岚     | 杜小月                   |      |
| 2000年   | 电 影    | 大惊小怪           | 辛心欣                   |      |
| 2001年   | 电视剧   | 相约青春           | 马叶叶                   |      |
| 2001年   | 电视剧   | 黑洞               | 冯蕾蕾                   |      |
| 2001年   | 电视剧   | 铁齿铜牙纪晓岚2    | 杜小月                   |      |
| 2002年   | 电视剧   | 玲珑女             | 白凤衣                   |      |
| 2002年   | 电视剧   | 浮华背后           | 莫菲                     |      |
| 2002年   | 电视剧   | 啼笑因缘           | 沈凤喜、何丽娜           |      |
| 2002年   | 电 影    | 绝对情感           |                          |      |
| 2004年   | 电视剧   | 昭君出塞           | 顓渠閼氏                 |      |
| 2004年   | 电视剧   | 一生为奴           | 慈禧太后                 |      |
| 2004年   | 电视剧   | 卓尔的故事         | 卓尔                     |      |
| 2005年   | 电视剧   | 大校的女儿         | 韩琳                     |      |
| 2006年   | 电视剧   | 家在洹上           | 张宝莲                   |      |
| 2006年   | 电视剧   | 爱的礼物           | 林乔                     |      |
| 2007年   | 电视剧   | 上海王             | 筱月桂                   |      |
| 2008年   | 电视剧   | 母仪天下           | 王政君                   |      |
| 2008年   | 电视剧   | 牟氏莊園           | 姜振帼                   |      |
| 2008年   | 电视剧   | 铁齿铜牙纪晓岚4    | 杜小月                   |      |
| 2009年   | 电视剧   | 朋友一场           | 杜喜梅                   |      |
| 2009年   | 电视剧   | 婚姻保卫战         | 兰心                     |      |
| 2010年   | 电视剧   | 中國1945之重慶風雲 | 宋慶龄                   |      |
| 2010年   | 电影     | 我知女人心         | 燕妮                     |      |
| 2012年   | 电影     | 《大上海》         | 凌沪生                   |      |
| 2012年   | 电视剧   | 《母亲,母亲》      | 金国秀                   |      |
| 2016年   | 纪实节目 | 《明星调查局》     |                          |      |

## 奖项
- 2012年国剧盛典获2012年度最佳角色大奖(女)《母亲，母亲》饰金国秀

## 脚注
1. ↑  林博文：2001到2002年在加拿大卡尔加里Mount Royal College学商业，2003到2004年在东北师大学中文，2009年毕业于复旦法律系本科。 [來源請求]